# Camelot (cràter)
Camelot és un petit cràter d'impacte de la Lluna, situat a la vall Taurus-Littrow. Els astronautes Eugene Cernan i Harrison Schmitt el van visitar el 1972, a la missió Apollo 17, formant part de l'EVA 2. L'estació geològica 5 estava a la vora sud de Camelot.

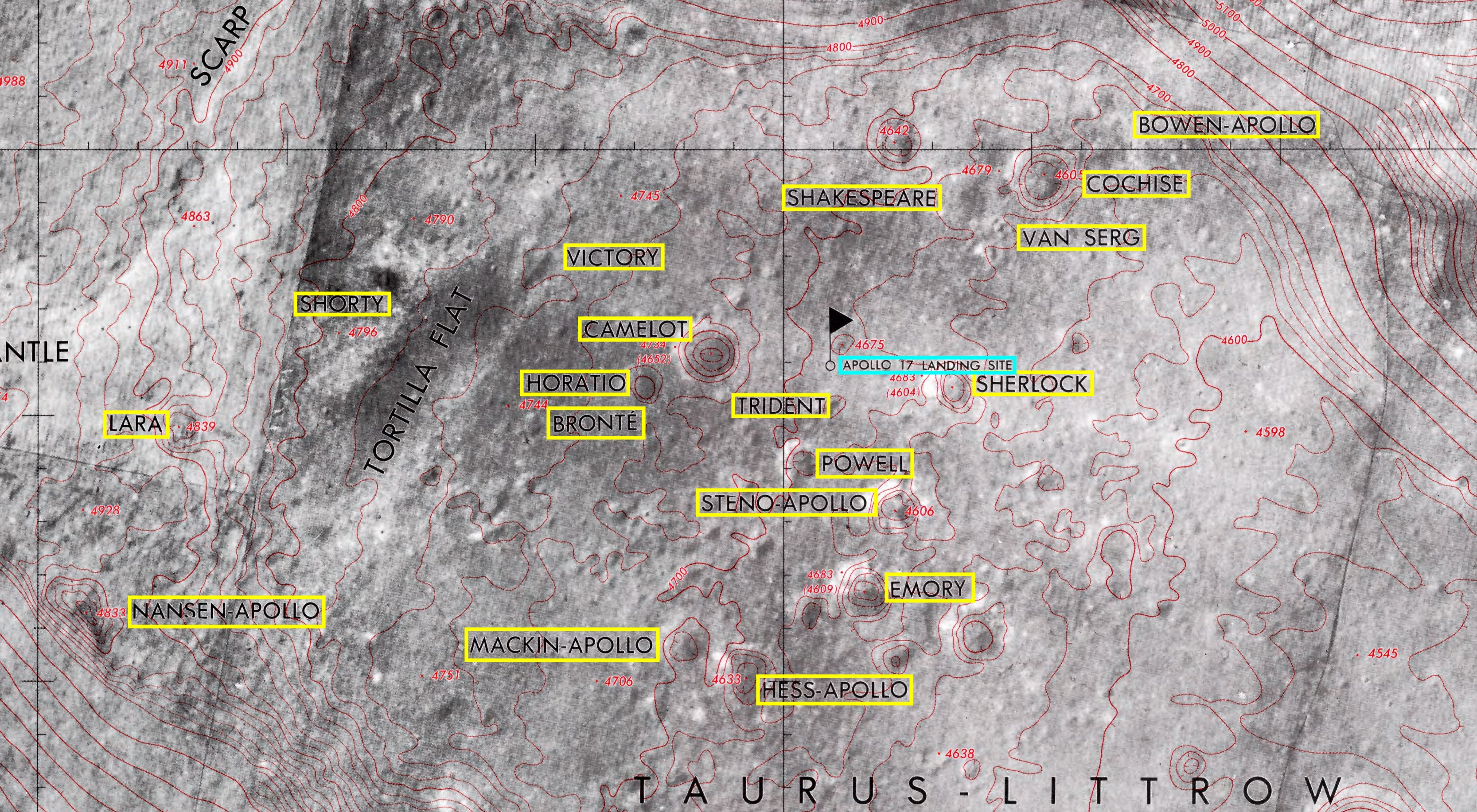
Localització de Camelot, al centre dreta de la imatge (Lunar Topophotomap 43D1S1)
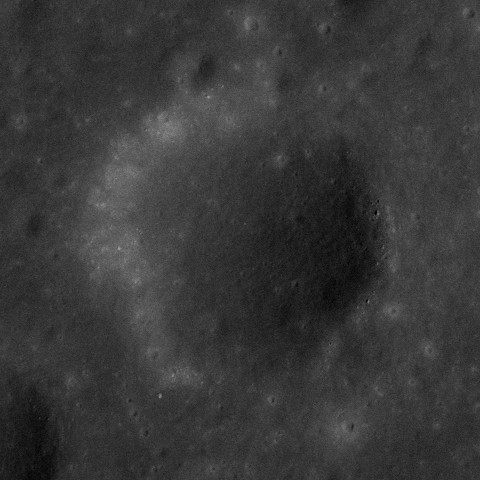
Imatge panoràmica des de l'Apollo 17

Camelot es troba a l'oest del lloc d'allunatge de l'Apollo 17. El cràter Horatio (més petit) apareix al sud-oest, i Victory és al nord-oest. Powell i Trident es localitzen al sud-est.

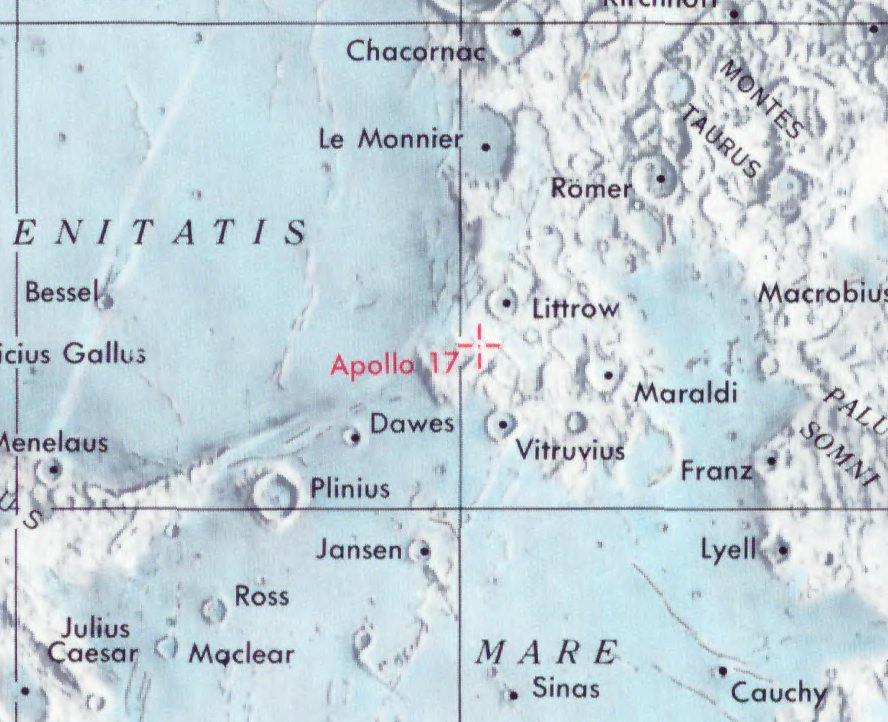
Localització del lloc d'allunatge de l'Apollo 17

## Denominació
El cràter va ser nomenat pels astronautes en referència al castell de Camelot, un dels escenaris de les llegendes del Rei Artús.
La denominació té el seu origen en els topònims utilitzats en el full a escala 1/50.000 del Lunar Topophotomap amb la referència 43D1S1 Apollo 17 Landing Area.

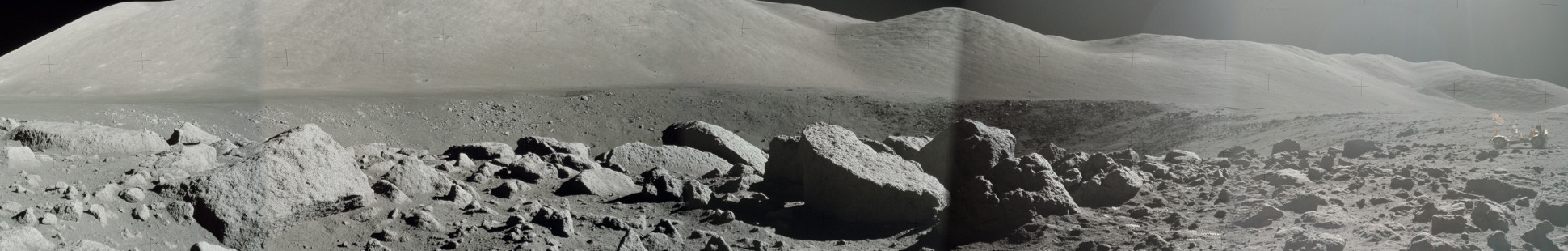
Panoràmica de Camelot amb l'astronauta Eugene Cernan des del costat sud de la vora de Camelot, a l'Estació Geològica 5